# Коронавірусна хвороба 2019 на Фарерських островах
Епідемія коронавірусної хвороби 2019 на Фарерських островах — це поширення пандемії коронавірусної хвороби 2019 на територію автономної країни в складі Королівства Данії Фарерські острови, де перший випадок хвороби виявлено в березні 2020 року. На островах спостерігався дуже високий рівень інфікованості населення — 1 випадок на 280 жителів, один з найвищих показників у світі, проте на Фарерських островах також проведено велику кількість тестувань на душу населення, яка склала близько 34 % населення (один із найвищих показників тестування в світі на душу населення). Станом на 28 лютого 2022 року на островах зареєстровано 34648 підтверджених випадків хвороби, з яких них 31 хворий помер. З 1 березня 2022 року на Фарерських островах не діють обмеження на COVID-19 і масове тестування. Вперше з 3 липня 2020 року Фарерські острови були вільні від COVID-19 з 26 лютого 2021 року до 6 березня 2021 року. 23 березня 2021 року острови знову стали вільні від COVID-19. 13 квітня виявлено один позитивний результат тестування в аеропорту. 29 квітня 2021 року острови знову стали вільними від COVID-19. 30 квітня виявлено один позитивний результат тесту в аеропорту. 3 травня виявлено один позитивний результат тесту. 4 травня виявлено 3 позитивні результати тестування, і вперше з січня 2021 року були випадки внутрішньої передачі вірусу.
Станом на 10 червня 2021 року на Фарерських островах з березня 2020 року пройшли тестування на COVID-19 291 080 осіб. Кількість тестувань у 5 разів перевищує населення островів, що станом на 1 квітня 2021 року за статистикою Фарерських островів досягло 53223 осіб.
На Фарерських островах спостерігались 4 хвилі епідемії COVID-19. Перша хвиля була у березні—квітні, друга — у липні—серпні 2020 року, а третя — з вересня 2020 по січень 2021 року. Четверта хвиля розпочалася в кінці травня 2021 року. Переважна більшість підтверджених випадків захворювання перебігала безсимптомно або зі слабко вираженими симптомами, лише кілька хворих були госпіталізовані, і тривалий час на островах жоден хворий не помер. Серед початкових 187 випадків хвороби останній хворий одужав 8 травня.
Через майже два місяці, коли на островах не реєструвались випадки хвороби, один випадок хвороби підтверджений 4 липня, коли в одної особи підтверджений позитивний результат тестування при в'їзді на територію островів, а 19 липня позитивний результат при в'їзді на територію островів отримала сім'я з 3 осіб. На початку серпня 2020 року спостерігалось багато випадків хвороби. Усі вони були пов'язані з однією особою, та за словами головного медичного директора островів, спричинене святкуванням місцевого національного свята, яке відзначалося 28 та 29 липня та ще кількох наступних днів, переважно на приватних вечірках. Шляхом масового тестування та ізоляції осіб, у яких результати тестування були позитивними, та їх тісних контактів, владі островів вдалося зупинити поширення хвороби.
У липні та серпні 2020 року реєструвалось багато випадків хвороби серед іноземних моряків, у яких виявляли позитивний результат тестування на COVID-19 після пришвартування їх кораблів у одному з портів островів.
З 20 серпня по 11 вересня 2020 року безпосередньо на островах не було зафіксовано жодного випадку COVID-19. У вересні зареєстровано нову хвилю випадків, яка розпочалася 2 вересня, і тривала протягом місяця. Протягом вересня, за винятком 21 вересня, коли за добу зареєстровано 10 випадків хвороби, за добу реєструвалось від 0 до 5 випадків хвороби. У половині днів жовтня випадків хвороби на островах не реєструвалось, і лише за два дні жовтня на островах реєструвалось більше 1 випадку за добу. З 21 жовтня 2020 року по 6 листопада не було зафіксовано випадків хвороби безпосередньо на островах. 7 листопада у двох осіб підтверджено позитивний результат тестування. Один із цих хворих нещодавно прибув з-за кордону, і його тест після прибуття був негативним, але тестування на 6-й день дало позитивний результат. За словами консультанта міністерства охорони здоров'я Фарерських островів на прес-конференції в Торсгавні 9 листопада 2020, ця особа протягом 6 днів перебувала вдома, і в її співмешканця також підтверджено позитивний результат тестування. Протягом наступних 6 днів, з 8 по 13 листопада, на островах не реєструвалось нових випадків хвороби. 14 листопада виявлений один новий випадок хвороби в особи, яка повернулась з-за кордону. Усі дні листопада на островах реєструвалось від 0 до 2 випадків хвороби. У перші 18 днів грудня реєструвалось від 0 до 5 випадків хвороби на день. 19 грудня було зареєстровано 7 нових випадків хвороби, у тому числі два випадки у Національній лікарні. 28 грудня зареєстровано 19 нових випадків хвороби. 30 грудня 2020 року перші 120 жителів островів отримали щеплення вакциною Pfizer/BioNtech проти COVID-19. Першими отримали щеплення на островах співробітники трьох лікарень. 5 січня 2021 року в Національній лікарні в Торсгавні зареєстровано першу смерть від COVID-19 на Фарерських островах. З 7 по 25 січня 2021 року реєструвалось від 0 до 2 нових випадків хвороби за добу. З 26 січня по 2 лютого на Фарерських островах не було жодної нового випадку COVID-19. 3 лютого зареєстровано один новий випадок хвороби уперше за 9 днів. У лютому реєструвалось від 0 до 1 нових випадків хвороби за добу. 26 лютого 2021 року на Фарерських островах не залишилось жодного активного випадку COVID-19. Це тривало до 7 березня 2021 року, коли у 2 осіб підтверджено позитивний результат тестування на COVID-19 в аеропорту. З 23 березня по 12 квітня на Фарерських островах втретє не було активних випадків хвороби, це повторилось знову з 28 по 29 квітня 2021 року. 4 травня було зареєстровано 3 нових випадки хвороби, і цього разу вперше з січня 2021 року на Фарерських островах були випадки COVID-19 у внутрішніх районах островів.
Станом на 17 лютого 2022 року 93,1 % населення (12+ років) щеплено одноразово вакциною Pfizer/BioNTech, 91,2 % (12+ років) щеплено двічі, 52,7 % населення (12+ років) були щеплені тією ж вакциною тричі.

## Хронологія

### Березень 2020 року
4 березня 2020 року на Фарерських островах виявлено перший випадок коронавірусної хвороби в чоловіка, який 24 лютого повернувся додому з конференції в Парижі. У нього спостерігалися лише незначні симптоми хвороби, і його помістили на домашній карантин.
6 березня виявлено другий випадок хвороби на островах. Другим випадком хвороби на островах стала жінка, яка повернулась додому з Північної Італії 3 березня, та знаходилась на карантині в готелі «Vágar».
Того ж дня скасована поїздка до Франції 300 студентів та викладачів коледжу з Торсгавна у зв'язку зі спалахом COVID-19, особливо після того, як міністерство закордонних справ Данії змінило Францію з зеленої зони на жовту, тобто з рекомендацією «будьте дуже обережними».
12 березня запроваджено суворі карантинні обмеження для жителів островів. Після повідомлення увечері в середу, 11 березня, про те, що в Данії запроваджується суворий карантин, уряд Фарерських островів у четвер вранці о 9:00 провів прес-конференцію, на якій повідомив про заходи, які запроваджуються для запобігання поширення COVID-19 вірусів на Фарерах. Запроваджено наступні заходи:
- Усі поїздки за кордон категорично не рекомендуються, якщо це не є абсолютно необхідним
- Усім муніципалітетам рекомендовано посилити контроль пасажирських круїзних суден, що прямують до Фарерських островів.
- Усі, хто прибуває на Фарерські острови з-за кордону, повинні дотримуватися максимального обережності та залишатися вдома.
- Будуть застосовувані обмеження для відвідувань лікарень та будинків для осіб похилого віку. Точніші рекомендації будуть надані органами охорони здоров'я та місцевої влади
- Усі учбові заклади, включаючи вищі, середні та початкові учбові заклади, будуть закриті. Студенти та учні, за можливості, повинні мати доступ доступ до дистанційного навчання.
- Також закрито дитячі центри, дошкільні заклади та заклади денного перебування для дітей. Для тих, хто з певних причин не може доглядати своїх дітей вдома у робочий час, будуть організовані послуги за доглядом за дітьми.
- Усі працівники державних закладів, діяльність яких не є життєво важливою, повинні працювати на дому. Персонал має отримувати вказівки щодо подальшої роботи від свого керівництва.
- Недержавні заклади повинні самостійно подбати про заходи епідеміологічної безпеки.
- Бари, заклади громадського харчування та ресторани повинні обмежити свою роботу до 22:00 на найближчі два тижні.

Незабаром після цього повідомлення судноплавна компанія «Smyril Line» оголосила, що припинить пасажирські перевезення. Компанія надасть останнім пасажирам можливість дістатися додому, але за умови дотримання заходів для запобігання потраплянню інфікованих пасажирів на борт судна, зокрема медичний огляд та вимірювання температури тіла перед рейсом.
13 березня підтверджений третій випадок хвороби. Попереднього дня було проведено 23 тестування, і єдиний позитивний тест виявлено в жінки, яка прибула з Данії 9 березня. 10 березня жінка пішла на роботу в дитячий садок у Клаксвіку, внаслідок чого її колеги по роботі, діти, батьки та бабусі й дідусі дітей, а також її друзі потрапили на карантин. Усього на карантин відправили близько 100 осіб.
У п'ятницю ввечері було підтверджено 2 нових випадки хвороби, але ці результати віднесли до статистики підтверджених випадків у суботу.
13 березня виявлено четвертий випадок хвороби на островах. Цей хворий був студентом коледжу Гласір в Торсгавн, та інфікувався під час навчальної поїздки до Португалії. Студенти коледжу не були на навчанні з моменту повернення з поїздки.
П'ятий хворий на Фарерських островах прибув з Единбурга, проте не повідомлено, коли він прибув на острови. Він мав більше 30 років, та проживав у Торсгавні.
14 березня на островах зареєстровано 6 нових випадків хвороби, загальна кількість випадків зросла до 9. Це стало наслідком проведення напередодні 100 тестувань.
15 березня зареєстровано 2 випадки хвороби, загальна кількість випадків зросла до 11. На цей день встановлено, що 7 з 11 хворих інфікувалися в інших країнах, а 2 хворих інфікувалися від хворих, які вже мали підтверджений позитивний результат тестування, та знаходились у карантині. Всього було проведено 327 тестувань. Дві особи, які інфікувались на Фарерських островах, були працівниками дитячого садка в Клаксвіку, де працювала одна з хворих. До 15 березня 327 осіб пройшли тестування, а 122 особи перебували на карантині.
Перед відновленням роботи закладів в понеділок уряд Фарерських островів оголосив чотири види допомоги бізнесу під час економічної кризи, спричиненої пандемією:
1. Уряд поверне компаніям зарплату працівників, яким запропоновано урядовим рішенням перебувати на карантині. Зарплата осіб, які можуть працювати вдома, не покривається.
2. Якщо компаніям потрібно зменшити робочий час своїх працівників, Фарерське бюро зайнятості забезпечить втрачений дохід у відсотках від максимальної виплати.
3. Компанії можуть сплатити ПДВ із запізненням на 3 місяці.
4. Данський фонд зростання може допомогти малим та середнім компаніям у фінансуванні проведення частини робіт.

16 березня виявлено 7 нових випадків хвороби, внаслідок чого загальна кількість випадків хвороби зросла до 18. Ці 7 нових випадків були отримані після проведення 190 тестів, зроблених напередодні, загальна кількість тестувань зросла до 517. Найбільші банки Фарерських островів «Betri banki» та «BankNordik» повідомили, що нададуть своїм приватним та комерційним клієнтам кредитні канікули на 6 місяців.
17 березня виявлено 29 нових випадків хвороби, загальну кількість випадків хвороби на островах зросла до 47. Напередодні було проведено 190 тестувань, загальна кількість тестувань на COVID-19 зросла до 703.
Фарерська протиепідемічна комісія рекомендувала жителям островів не збиратися великими групами. Комісія попередила, що не повинні збиратися разом більш ніж 10 осіб як всередині приміщення, так і на відкритому повітрі.
Голова медичної служби Фарерських островів повідомив, що на даний момент більшість хворих інфікувалися на Фарерських островах. Більшість хворих мешкала в Торсгавні або Клаксвіку. 17 березня тестування на коронавірус розпочали проводити в Клаксвіку, що робить його доступнішим для жителів острова Естурой і північних островів архіпелагу. Того ж дня коронавірусну хворобу діагностували в 3 співробітників Національної лікарні Фарерських островів, внаслідок чого загальна кількість хворих працівників цієї лікарні досягла 4.
17 березня авіакомпанія SAS припинила польоти до Фарерських островів. Того ж дня був останній день, коли відбувся пасажирський рейс авіакомпанії «Atlantic Airways». Після цього авіакомпанія здійснює авіарейси з мінімальним персоналом в екстрених випадках між аеропортом Вагар та аеропортом Копенгаген.
18 березня 2020 року на островах 11 нових випадків хвороби, загальна кількість випадків зросла до 58. На той день на островах проведено тестування 933 осіб, того дня проведено 230 тестів, 247 осіб перебували на карантині. Цього дня перший хворий на островах визнаний здоровим. Він та його сім'я були вдома на карантині, але цього дня їх звільнили від карантину. У всіх із них результати тестування були негативними. У цього хворого симптоми хвороби з'явились 29 лютого, й особи, з якими він контактував, та які перебували на карантині вдома або в готелі «Vágar», також були звільнені від карантину. Компанії «Magn» та «Effo» повідомили, що 19 березня будуть закриті всі автозаправні станції для запобігання поширення коронавірусної інфекції. Можна було придбати бензин та дизельне пальне за допомогою кредитної картки, оскільки будуть закриті лише АЗС закриті. Кілька поромів на островах обмежили кількість пасажирів.
19 березня виявлено 14 нових випадків хвороби, загальна кількість випадків хвороби зросла до 72. На той день проведено тестування 1221 особи, за останню добу проведено 288 тестувань. Цього дня багато добровольців записалися на роботу в лікарні та будинки престарілих. 150 людей записалися на допомогу в лікарні, на випадок, якщо лікарняній системі знадобиться додатковий персонал. 93 людини записались на допомогу будинкам для престарілих у двох муніципалітетах. Особи, які взяли участь в програмі, були студентами-медиками, медсестрами-пенсіонерами, студентками медколеджів, помічниками медсестер, студентами, які вивчали охорону здоров'я, та вихователями з дитячих садочків, які і так були закриті.
Другий хворий на Фарерських островах визнаний одужалим. Це була жінка, яка перебувала на карантині в готелі «Vágar», і вона була другою хворою з підтвердженим діагнозом COVID-19 на островах.
До 20 березня було підтверджено 8 нових випадків хвороби, загальна кількість випадків зросла до 80. 19 березня було обстежено 420 осіб, загальна кількість проведених тестів зросла до 1641. Третій хворий на островах був визнаний одужалим. Цього дня на карантині знаходилось 675 осіб. Система соціальних служб повідомила, що вона працює, з наявним резервним персоналом, і жоден її підопічний не інфікувався.
На прес-конференції, що відбулася 20 березня, повідомлено, що всі карантинні обмеження, які запроваджені урядом протягом останніх двох тижнів, діятимуть до 13 квітня, тобто до Великоднього понеділка.
20 березня фарерський банк, страхова компанія та пенсійний фонд «Betri» вирішили пожертвувати 10 мільйонів данських крон (1,4 мільйона доларів США) фарерській лікарняній службі. Гроші мали бути використані на обладнання та матеріали, які допоможуть боротися з епідемією коронавірусної хвороби. За прогнозами, цього дня за допомогою у зв'язку з втратою роботи, до фарерського центру зайнятості мають звернутися 2 тисячі осіб, де вони будуть отримувати виплати до 20 тисяч данських крон щомісяця. Якщо за допомогою звернуться 5 тисяч осіб, то прогнозується, що ці виплати будуть сягати 108 мільйонів данських крон на місяць. Зокрема, цими виплатами скористувались 180 осіб, які працюють в авіакомпанії «Atlantic Airways», оскільки авіакомпанія скасувала всі комерційні рейси і виконувала лише три рейси на тиждень між аеропортом Вагар та Копенгагеном. Авіакомпанія в першу чергу використовувалась для транспортування важкохворих, та поверненням жителів Фарерських островів, які працювали за кордоном, на батьківщину.
21 березня зареєстровано 12 нових випадків хвороби, загальна кількість випадків зросла до 92. Також повідомлено, що до цього дня на Фарерських островах ніхто не помер від коронавірусної хвороби. Понад 600 осіб перебували на карантині. Повідомлено, що 11 осіб одужали після коронавірусної хвороби, загальна кількість одужань досягла 14, тобто 14 із 92 інфікованих одужали, а 78 осіб на той залишалися інфікованими. Напередодні було проведено 301 тестування, загальна кількість тестувань на островах зросла до 1942. Місцеве телебачення показало відео колажу, в якому люди безпечно співають разом з окремих будинків для підтримання настрою. Того ж дня повідомлено, що кількість хворих у розрізі статі є рівною щодо чоловіків і жінок. Експорт з островів у березні 2020 року скоротився на 100 мільйонів данських крон порівняно з березнем 2019 року.

### Квітень-травень 1020 року
Частина карантинних заходів на островах були послаблені 9 квітня, однак ще залишилась заборона на проведення церковних служб. Авіаційна, туристична та інших сфери опинилася під загрозою. У рибній промисловість спостерігалось зростання попиту, й вона намагалася залучити працівників, звільнених з інших галузей. Карантин зменшив поширення як COVID-19, так і інших інфекційних хвороб.
На початку травня послаблено велику кількість карантинних обмежень, більшість із яких було скасовано до середини травня. 9 травня 2020 року місцевий уряд оголосив Фарерські острови територією, вільною від коронавірусу, відзначаючи великий дух порозуміння та співпраці серед населення.

### Липень 2020 року
Через майже 2 місяці без нових випадків хвороби 4 липня був підтверджений один випадок COVID-19, коли в особи зареєстрований позитивний тест на коронавірус при в'їзді на територію Фарерських островів; цю особу помістили на карантин. Ця особа раніше хворіла на COVID-19 і одужала. Підозрювалося, що цей позитивний тест був результатом залишків попереднього інфікування (що було відомо з деяких попередніх випадків), та малоймовірно, що ця особа може заразити інших. Як запобіжний захід було проведено подальше тестування (в тому числі тест на антитіла), яке підтвердило, що це не нова інфекція. 9 липня острови були знову оголошені вільними від коронавірусу.
19 липня в родини іноземців з трьох осіб підтверджено позитивний тест на коронавірус при в'їзді на Фарерські острови; їх помістили на карантин.
24 липня у члена екіпажу російського траулера АК-0749 «Карелія», який пришвартувався у Клаксвіку, підтверджено позитивний тест на COVID-19, а пізніше того ж дня ще одного члена екіпажу госпіталізували з симптомами, подібними до коронавірусної хвороби. Наступного дня обстежено 30 членів екіпажу із 77, 2 члени екіпажу госпіталізовані, у 23 виявлений позитивний тест на COVID-19. 8 фарерців контактували з екіпажем російського судна, та відправлені на карантин. 26 липня «Карелія» покинула Фарерські острови. Фарерська влада закликала капітана судна негайно повернутися до Росії через можливість потреби частини заражених моряків у терміновому лікуванні, але замість цього траулер прямував на подальшу риболовлю в Північно-Східну Атлантику на північний схід від Фарерських островів.
28 липня проведено тестування всіх 23 членів екіпажу литовського вантажного корабля «Cassiopea», який пришвартувався біля російського траулера «Карелія» у Клаксвіку, й у 6 з них отримано позитивний результат тесту. Унаслідок цього загальна кількість випадків хвороби на Фарерських островах зросла до 220, а кількість активних випадків до 32, усі 32 випадки — іноземці, 29 моряків та 3 туристи. Незважаючи на те, що більшість з них покинули острови, вони залишалися в списку активних випадків на Фарерських островах протягом двох тижнів.
30 липня ще у 5 моряків на борту судна «Cassiopea» підтверджено позитивний тест на COVID-19, у цілому в 11 членів екіпажу литовського корабля виявлено COVID-19, а на Фарерських островах у цей день було зареєстровано 37 активних випадків хвороби. Екіпажу наказано залишитися на кораблі. Пізніше того ж дня «Cassiopea» покинула Фарерські острови з більшістю свого екіпажу, та попрямувала до Лас-Пальмаса. Четверо моряків з литовського судна залишилися на Фарерських островах, 3 моряки з підтвердженим позитивним тестом на коронавірус, були ізольовані в готелі, а четвертий, у якого тест був негативний, також перебував на карантині в готелі.
Третє іноземне судно, російський траулер «Янтарний», кілька днів стояло поруч з «Cassiopea» та «Карелією» в Анірнарі, на північ від Клаксвіку, і тому влада Фарерських островів запропонувала екіпажу пройти тестування на COVID-19, але капітан вирішив не приймати цю пропозицію. Замість цього корабель вирушив на риболовлю в міжнародні води на північ від Фарерських островів після короткої зупинки у Фуглафьордурі для бункерування нафти.

### Серпень 2020 року
3 серпня 2020 року (повідомлено 4 серпня) на Фарерських островах було виявлено 2 випадки COVID-19, які стали першими не завезеними з-за меж островів випадками хвороби за 4 місяці, і одночасно повідомлено, що в одного данця підтверджений позитивний тест на коронавірус в аеропорту Копенгагена після повернення з Фарерських островів. Усі троє відвідували національний фестиваль «Ólavsøka», на якому в Торсгавні зібралося багато людей. Наступного дня, 5 серпня, виявлено ще 14 випадків COVID-19. 6 серпня було виявлено 38 випадків, що на той день стало найбільшою кількістю виявлених випадків хвороби на Фарерських островах. Більшість випадків були пов'язані з фестивалем та кількома приватними вечірками. Багато людей хотіли пройти тестування, та вишикувалися в автомобільній черзі біля національної лікарні в Торсгавні, а також перед двома іншими лікарнями у Клаксвіку та Тверойрі, що призвело до заторів. 6 серпня в Торсгавні довжина затору становила 1,5 кілометра. 8 серпня за один день було обстежено 4541 особу. У вихідні дні з 6 по 9 серпня було проведено 10252 тести, тобто 19,5 % населення островів пройшли тестування на COVID-19 за чотири дні. 10 серпня фарерське міністерство охорони здоров'я повідомило, що за тиждень було зареєстровано 88 випадків хвороби, і що всі ці хворі мали фарерський номер соціального страхування, що означає, що вони або проживають на Фарерських островах, або є вихідцями з Фарерських островів, які проживають за кордоном, та відвідували свої сім'ї. Головний лікар Фарерських островів був упевнений, що всі ці випадки можна простежити до одного завезеного випадку від особи, яка також мала номер соціального страхування Фарерських островів. За результатами тестів, проведених 7 серпня, було виявлено 16 випадків, за 8 серпня — 11 випадків, а за 9 серпня — 6 випадків хвороби. Наступні три дні виявлено відповідно 13, 14 та 12 нових випадків хвороби. З 13 по 20 серпня щоденно реєструвалося від 1 до 5 нових випадків хвороби. 21 та 22 серпня вперше не було виявлено жодного випадку з моменту початку спалаху, пов'язаного з фестивалем.
23 серпня російський траулер «Янтарний» повернувся на Фарерські острови після перебування протягом майже 4 тижнів у Північному морі на північ від Фарерських островів. Наприкінці липня капітан відмовився від проедення тестування екіпажу, коли протягом кількох днів екіпаж «Янтарного» контактував із хворими на COVID-19 на іншому російському траулері та литовському вантажному судні, коли три судна стояли поруч у порту Анірнар на північ від Клаксвіку. Корабель прибув у Коллафьордур у неділю, 23 серпня, і капітан повідомив владі, що у 2 членів екіпажу були симптоми, які могли бути спричинені COVID-19. Після цього влада Фарерських островів розпорядилась провести тестування всього екіпажу, і в 29 із 77 членів екіпажу підтверджено позитивний результат тестування на COVID-19. Інфікованим членам екіпажу наказано не покидати корабель, за винятком двох хворих із симптомами хвороби, яких госпіталізували до національної лікарні в Торсгавні. Обидва російські моряки, які були госпіталізовані, мали перебувати на апараті штучної вентиляції легень. Вони стали першими хворими на Фарерських островах, яким була потрібна штучна вентиляція легень. Місткість лікарень на Фарерських островах була дуже малою, тому цих двох моряків вирішили перевести до лікарні в Данії. Станом на 25 серпня 2020 року не було зареєстровано жодного активного випадку внутрішньої передачі COVID-19 протягом 5 днів поспіль. 31 з 54 активних випадків були іноземцями; 29 були російськими моряками, а 2 — членами делегації футбольного клубу «Слован» з Братислави, які отримали позитивний результат тесту після прибуття на Фарерські острови перед матчем першого кваліфікаційного раунду Ліги чемпіонів УЄФА проти фарерського клубу «Клаксвік», який був запланований на 19 серпня 2020 року.

### Вересень 2020 року
7 вересня 2020 року на Фарерських островах залишилося лише 4 активні випадки COVID-19. Повідомлено про 30 нових одужань, тобто 409 із 413 випадків хвороби закінчилися одужанням. Серед них було 29 моряків з російського судна «Янтарний», у яких за два тижні до цього підтверджено позитивний результат тесту.
11 вересня виявлений новий ланцюжок передачі COVID-19, а наступні дні реєструвалось від 0 до 5 випадків хвороби на день. Одна з інфікованих працювала стюардесою у фарерській авіакомпанії «Atlantic Airways», вона інфікувалася під час перебування в Данії. 19 вересня фарерські органи охорони здоров'я повідомили, що зареєстровано кілька випадків хвороби з невідомим джерелом інфікування.
19 вересня міністерство охорони здоров'я островів та головний лікар повідомили, що серед протестованих 18 вересня хворих був один випадок COVID-19 з невідомим джерелом інфікування. 20 вересня виявлено 3 випадки хвороби, всі вони належали до одного ланцюга передачі інфекції. Серед заражених була родина з Торсгавна. Їх діти відвідували середню школу Глазір, дитячу школу «Skúlin á Fløtum» та дитячий садок. Міністерство культури островів ухвалило рішення, що всі учні школи Глазір повинні двічі пройти тестування на коронавірус, спочатку в той же день (або на наступний день), а потім через три дні, і що вони повинні залишатися вдома принаймні до 23 вересня. Пізніше того ж дня представники школи Глазір повідомили, що проведено тестування 273 учням та персоналу школи, а решту з них тестуватимуть наступного дня, і що всі учні та персонал повинні самоізолюватися, поки не пройдуть тестування двічі з проходженням трьох днів між двома тестами. Це означало, що близько 2 тисяч осіб, пов'язаних із школою, повинні знаходитись на карантині вдома, поки в них не буде негативним другий результат тесту.
21 вересня проведено 3851 тестування, з них 11 були позитивними. За кілька днів кількість позитивних випадків зменшили до 10, оскільки один з них виявився хибнопозитивним. Серед осіб, яким провели тестування 21 вересня, більшість складали учнів із школи Гласір, найбільшої середньої школи на Фарерських островах, розташованої у Торсхавні. Кілька днів тому в одного з учнів виявлено позитивний результат тесту на коронавірус, тому було прийнято рішення про тестування всього персоналу школи та учнів. Це було зроблено протягом двох днів, у перший день ні в кого не виявлено позитивного тесту, але 21 вересня в одного з учнів школи виявлено позитивний результат тесту на коронавірус. Ці два випадки в школі призвели до того, що для запобігання поширення інфекції усі класи школи перевели на дистанційне навчання на учбовий тиждень з 21 по 25 вересня. 23 вересня зареєстровано ще 3 випадки хвороби, один з них виявлено в школі Легманнабрейт у Хойвіку (частина Торсгавна).
Пізніше, у кінці вересня була оновлена статистика кількості випадків хвороби, зокрема де на Фарерських островах реєстрували випадки COVID-19, з якої помітно, що більшість випадків були зареєстровані в Торсгавні та в інших населених пунктах округу Південний Стреймой. Згідно зі статистичними даними органів влади островів протягом вересня реєструвалось від 0 до 5 випадків хвороби за добу, за винятком 21 вересня, коли за добу виявлено 10 випадків хвороби.

### Жовтень 2020 року
На початку жовтня реєструвалось лише по кілька випадків COVID-19, зокрема з 1 по 20 жовтня реєструвалось від 0 до 3 нових випадків хвороби за добу. 23 жовтня було вирішено скоротити період карантину та самоізоляції після приїзду на Фарерські острови з 14 до 10 днів. 25 жовтня на островах було 12 активних випадків хвороби, і протягом чотирьох днів поспіль не було позитивних тестувань на коронавірус. 26 жовтня у 4 осіб підтверджено позитивний тест на коронавірус, усі вони прибули з-за кордону. 30 жовтня виявлений один випадок хвороби в прибулого з-за меж островів, у якого позитивний результат тестування виявлено після прибуття. Станом на 31 жовтня на Фарерських островах було лише 5 активних випадків хвороби. 490 із 495 підтверджених випадків хвороби закінчилися одужанням.

### Листопад 2020 року
Станом на 6 листопада 2020 року не було виявлено жодного випадку COVID-19 протягом 7 днів поспіль, на той день на островах були 2 активних випадки хвороби. Загпалом було проведено 157375 тестів. 7 листопада підтверджено позитивний тест у 2 осіб, одна з них кілька днів тому була за кордоном, інша особа жила разом із інфікованим.У всі дні листопада реєструвалось від 0 до 2 випадків хвороби на день.

#### Листопадова прес-конференція
9 листопада 2020 року уряд Фарерських островів провів прес-конференцію за участю прем'єр-міністра, міністра охорони здоров'я та консультанта з питань охорони здоров'я уряду Фарерських островів Бардюра Стейга. Вони повідомили, що ситуація на Фарерських островах щодо COVID-19 на даний момент є доброю, зареєстровано лише 4 активні випадки хвороби. Але через ситуацію в інших сусідніх країнах, зокрема в Данії з новим варіантом штаму, пов'язаним з норками, урядом розроблено нові рекомендації щодо запобігання поширенню коронавірусу. Урядовці повідомили, що фарерцям та владі разом вдалося тричі боротися та ліквідувати чи майже ліквідувати поширення коронавірусу шляхом масового тестування та ізоляції інфікованих та інших заходів, зокрема соціальному дистанціюванню, а також забороні виїжджати за кордон без необхідності, та тестуванню всіх прибулих на коронавірус у день прибуття, на третій та шостий день прибуття на острови. Усі вони також отримають нагадування про необхідність тестування через 6 днів за допомогою текстового повідомлення на їх мобільний телефон або електронну пошту.

### Грудень 2020 року
Очікувалося, що у грудні кількість випадків COVID-19 на Фарерських островах зросте, оскільки багато молодих фарерців навчаються за межами островів, особливо в Данії, і багато з них поїдуть додому на канікули, а в Данії кількість випадків хвороби в кінці листопада та на початку грудня була досить високою. Кілька днів на початку грудня реєструвалось 4—5 нових випадків хвороби на день, всі або прибули з-за кордону, або інфікувались з відомого джерела, деякі нові випадки реєструвались після тестів, проведених на шостий день після в'їзду на Фарерські острови згідно рекомендацій фарерської влади, яке також проводиться в день прибуття на острови, та на третій день перебування на островах. 19 грудня зареєстровано 7 нових випадків хвороби, у тому числі 2 випадки у Національній лікарні, в одного з хворих та одного із співробітників. Це призвело до закриття всіх трьох лікарень на Фарерських островах для відвідувачів. 28 грудня 2020 року виявлено 19 нових випадків хвороби, причому не було встановлено, як інфікувались 2 хворих. Напередодні Нового року не було виявлено жодного випадку хвороби, вперше з 17 грудня 2020 року.

#### Початок вакцинації
30 грудня 2020 року першим 120 фарерцям провели вакцинацію проти COVID-19. Вакцинація проводилась у 3 лікарнях, і першими вакцинувалися медичні працівники, як лікарі, так і медсестри та інші працівники лікарень. 55 осіб вакцинувались у лікарні в Торсгавні, 41 особа в лікарні в Клаксвіку, та 24 особи в лікарні в Судурой.

### Січень 2021 року
Протягом перших чотирьох днів року за добу виявлялось від 2 до 6 хворих. 5 січня було виявлено 14 хворих, з них 8 членів збірної Чехії з гандболу, яка мала грати проти збірної Фарерських островів, але матч був скасований у зв'язку з виявленням позитивних результатів тесту в гандболістів. Протягом наступних 3 днів реєструвалось від 1 до 3 нових випадків хвороби, а з 7 по 24 січня — від 0 до 2 нових випадків хвороби. Станом на 31 січня на островах були 3 активні випадки хвороби, жодного позитивного тесту з 25 січня не реєструвалось.

#### Виявлення поодиноких випадків бразильського і британського варіанту коронавірусу
18 січня 2021 року повідомлено, що на Фарерських островах був виявлений один випадок бразильського варіанту COVID-19, після того, як фаререць повернувся на батьківщину з Бразилії, та через три дні після прибуття отримав позитивний тест на коронавірус. До цього дня ця особа перебувала на карантині, і наступні дні жодного іншого випадку бразильського варіанту на островах не виявлено. 24 січня міністерство охорони здоров'я островів повідомило, що на Фарерських островах був виявлений один випадок британського варіанту коронавірусу в особи, яка приїхала з Африки на Фарерські острови, де в неї був підтверджений позитивний результат тестування через 6 днів після прибуття. До цього ця особа перебувала на карантині, і наступні дні жодного іншого випадку британського варіанту не виявлено.

### Лютий 2021 року
У перші два дні лютого 2021 року на Фарерських островах не було нових випадків COVID-19. 3 лютого зареєстровано один новий випадок в особи, в якої був негативний результат тестування відразу після прибуття, але через два дні в неї зареєстровано позитивний результат тестування на коронавірус. У лютому реєструвалось від 0 до 1 нових випадків хвороби за день, 24 дні лютого не було жодного нового випадку хвороби. Станом на 26 лютого 2021 року на Фарерських островах не було жодного активного випадку COVID-19, а з 15 лютого — жодного нового випадку хвороби.

### Березень 2021 року
У лютому та березні на Фарерських островах не було жодного випадку внутрішньої передачі COVID-19, і станом на 22 березня 2021 року 10 % населення островів отримало перше щеплення від COVID-19, а 7,6 % були повністю вакциновані. 7 березня виявлено 2 особи з позитивним тестом на коронавірус в аеропорту, а 12 березня ще один випадок. 23 березня 2021 року острови знову були оголошені вільними від COVID-19. Уряд Фарерських островів вирішив послабити карантинні обмеження щодо COVID-19, дозволивши громадські заходи та зібрання за участі до 200 осіб. На прес-конференції прем'єр-міністр островів Бардур Стейг Нільсен сказав: «Ми маємо для цього вагомі підстави, тому що ми навчилися жити зі загрозою і тому, що ми швидко адаптувалися. Зараз у нас немає інфекції, тому що ми спостерігали один за одним».

### Квітень 2021 року
У перші 12 днів квітня на островах не виявлено жодного випадку COVID-19. Перший позитивний тест з 12 березня 2021 року був виявлений в аеропорту 13 квітня. Ще один позитивний випадок тестування в аеропорту зареєстровано 19 квітня. 28 квітня Фарерські острови знову стали вільними від COVID-19, але це тривало лише один день, коли в аеропорту був виявлений ще один позитивний результат тестування. Це був один з арбітрів міжнародного гандбольного матчу між збірними Фарерських островів та Чехії у кваліфікації чемпіонату Європи з гандболу серед чоловіків 2022 року.

#### Нові рекомендації— дозвіл на громадські заходи за участі до 500 осіб
Станом на 1 квітня 2021 року особам, які були вакциновані проти COVID-19 принаймні за 8 днів до цього, і можуть це довести, не потрібно було йти на самоізоляцію після прибуття на Фарерські острови. Проте вони все одно мали пройти тестування на COVID-19 після прибуття, і їм слід почекати до негативного результату тесту, перш ніж вони зможуть вільно пересуватися по території Фарерських островів.
Станом на 9 квітня 2021 року всі невакциновані особи, які прибувають на острови, повинні знаходитись на самоізоляції до негативного тесту на четвертий день після прибуття, це запроваджено на невизначений термін, щонайменше до 30 червня 2021 року. Прибуваючі на острови сплачують вартість тесту, за винятком дітей віком до 12 років, для них запроваджено безкоштовний ПЛР-тест на кордоні. Період самоізоляції змінено з 6 до 4 днів. Дозволено зібрання організованих груп до 500 осіб. В організованих групах, зокрема ресторани, кінотеатри тощо, необхідно дотримуватись відстані в 1 метр між людьми. Продовжують діяти інші рекомендації що санітарно-гігієнічного режиму.

#### Проведення музичного фестивалю
29 квітня повідомлено, що музичний фестиваль «G! Festival» буде проходити у звичайному режимі в середині липня 2021 року. Тоді всі особи, які перебували у групі ризику важкого перебігу COVID-19, були б повністю вакциновані, і не мали б ризику захворіти протягом майже 4 місяців, і за словами одного з медичних радників уряду Фарерських островів щодо COVID-19 Паля Вейге, повернення до нормального ритму життя найімовірніше відбудеться влітку 2021 року. Рекомендації щодо тестування на кордонах та повторний тест для прибулих через 4 дні будуть подовжені. Перший музичний фестиваль на Фарерських островах з часів пандемії COVID-19 розпочався 30 квітня 2021 року на найпівденнішому острові Фарерів у місті Вагур, де в квітні-травні проведений фестиваль танцювальної музики.

### Травень 2021 року
З січня 2021 до початку травня 2021 року на островах не було зареєстровано жодного випадків COVID-19. За перші два дні травня також не реєструвались позитивні результати тестування, 3 травня зареєстровано один випадок хвороби. Наступного дня зареєстровано 3 нові випадки COVID-19, і за даними органів охорони здоров'я, виявлено перший випадок внутрішньої передачі вірусу із січня 2021 року. Особа, яка перебувала за кордоном, отримала негативний тест після прибуття, а також через 4 дні, але після цього у неї з'явились симптоми хвороби, а через 14 днів після прибуття в цієї особи підтверджено позитивний тест на коронавірус. 3 випадки хвороби від 4 травня були пов'язані з цією особою. Наступні дні нових випадків хвороби не було зареєстровано.

#### Урядові послаблення карантинних обмежень
У травні уряд Фарерських островів послабив карантинні обмеження щодо COVID-19 для осіб, які прибувають на Фарерські острови. Особам, які прибувають з країн жовтої зони та помаранчевої зони країн ЄС та Шенгенської зони (як щепленим, так і раніше перехворілим та нещепленим), більше не потрібно сидіти в карантині. Всім подорожуючим настійно рекомендується ознайомитися з офіційними правилами в'їзду до Данії, перш ніж планувати відвідування Фарерських островів, оскільки Фарерські острови є самоврядною частиною Королівства Данія. Особам, які прибувають з країн червоної зони та країн помаранчевої зони за межами ЄС та Шенгенської угоди, мають право в'їзду на Фарерські острови лише за наявності важливої причини в'їзду. Невакциновані особи з країн червоної зони та помаранчевої зони за межами ЄС та Шенгенського регіону повинні протягом 10 днів після прибуття на Фарерські острови самоізолюватися. Всім вакцинованим особам з червоної зони та помаранчевих країн дозволяється в'їзд на Фарерські острови без карантину після прибуття. Усі прибуваючі повинні самоізолюватися, поки не отримають результати тесту, проведеного на кордоні. Результат зазвичай доступний у день прибуття. Настійно рекомендувалося повторити тестування на четвертий день після прибуття. Нещеплені та особи, які не хворіли коронавірусною хворобою, повинні триматися подалі від великого скупчення людей, де інфекція може швидко поширитися.

#### Початок четвертої хвилі епідемії
20 травня зареєстровано один новий випадок хвороби з незрозумілим шляхом інфікування. Наступного дня виявлено ще 2 осіб, у яких підтверджено позитивний тест, і з невідомим джерелом інфікування в однієї з осіб. Наступні дні кількість позитивних тестів зросла. 22 травня 16 осіб отримали позитивний результат тесту, у тому числі кілька осіб зі змагань з веслування у Рунавіку, за даними Фарерської асоціації весування, як спортсменів, так і глядачів. Наступного дня, 24 травня, повідомлено про перенесення 12-го туру футбольної першості островів серед чоловіків найвищого дивізіону у зв'язку з ситуацію з COVID-19. Пізніше усі футбольні змагання на всіх рівнях були скасовані або відкладені до подальшого рішення Фарерської футбольної асоціації. Того ж дня було проведено 3687 тестувань, серед яких виявлено 2 позитивних тести на COVID-19. Повідомлено, що 9 учнів із школи Гласір (вищої школи в Торсгавні) з трьох класів курсу електроніки були серед осіб, у яких підтверджено позитивний результат на COVID-19. Усі студенти цього відділу та 6 учнів загальноосвітньої середньої школи Гласір пішли на карантин до 31 травня 2021 року. Одним із інфікованих учнів із Гласіра, який навчався на електрика, був футболіст з клубу «ГБ Торсгавн» Адріан Юстінуссен. 25 травня виявлено ще 3 випадки хвороби, усі вони перебували в ізоляції до моменту отримання позитивного результату. Того дня було обстежено 2874 особи. Того ж дня 515 осіб отримали щеплення вакциною проти COVID-19 Pfizer/Biontech, після чого 38,1 % зробили першу ін'єкцію вакцини, а 18,5 % населення Фарерських островів отримали повний курс щеплення вакциною проти COVID-19. За словами професора та медичного радника уряду Фарерських островів щодо COVID-19 Паля Вейхе, відбулось своєрідне диво, яке, здається, зуміло знову подолати поширення COVID-19 на островах, але про це ще рано говорити. Він сказав, що масове тестування в понеділок і в наступні дні стало однією з причин, які зупинили поширення хвороби. 26 травня Фарерська футбольна асоціація вирішила, що чвертьфінал Кубка Фарерських островів відбудеться, як і планувалося, за винятком матчу між «ГБ Торсгавн» та «Б71 Сандур» у зв'язку з випадками COVID-19 у команді ГБ, матч перенесений на 9 червня 2021 року.

### Червень 2021 року
3 червня уряд закликав усіх бути дуже обережними, оскільки було зареєстровано кілька випадків COVID-19 з невідомим джерелом інфікування. Уряд також зробив заяву, що було б найкраще, якщо б усі заходи, як громадські, так і приватні, були б скасовані або перенесені. Зокрема, був скасований перший фестиваль веслування під назвою «Norðoyastevna», який мав відбутися у Клаксвіку 5 червня, а також скасовані усі внутрішні футбольні матчі 4 по 10 червня. Футбольні матчі в національних лігах не були скасовані, а мали відбуватися без глядачів. У червні за добу реєструвалось переважно від 0 до 8 нових випадків COVID-19. Найбільша кількість інфікованих COVID-19 зареєстрована 4 червня, коли захворіло 49 осіб. За винятком «Norðoyastevna», інші змагання з веслування у червні проходили за планом, але в деяких випадках без глядачів.

### Липень 2021 року
У перші дні липня реєструвалось від 0 до 3 нових випадків хвороби, але 5 липня зареєстровано 9 нових випадків хвороби, а наступні дні реєструвалось від 10 до 14 нових випадків, і деякі з цих осіб не знали, де вони заразилися. 8 липня, коли кількість хворих на COVID-19 досягла 48, прем'єр-міністр островів пообіцяв, що музичні фестивалі отримають економічну компенсацію у випадку їх скасування. У той же день і лише за тиждень до його початку під тиском влади було скасовано «G! Festival». У середині липня королева Данії Маргрете II відвідала Фарерські острови, і багато людей зібралося, щоб побачити її. 28 і 29 липня національне свято «Ólavsøka» проходило майже як зазвичай. Ці події не призвели до збільшення кількості хворих COVID-19 на Фарерських островах. Багато жителів островів були розчаровані рекомендаціями влади скасувати музичні фестивалі, такі як «G! Festival» у Сідруґьоті та Літній фестиваль у Клаксвіку, та сільські свята, водночас проводилось національне свято «Ólavsøka» в Торсгавні, і відбувся за планом офіційний візит королеви Данії.

### Серпень-вересень 2021 року
У серпні на островах реєструвалось від 0 до 2 випадків хвороби на добу. З 1 вересня 2021 року уряд Фарерських островів вирішив припинити обов'язкове тестування на кордоні, тобто в аеропорту Вагар, і перед посадкою на пором «Norrøna» в Данії чи Ісландії. Після цього кількість випадків COVID-19 за добу зросла. Лише в один день вересня не було зареєстровано нових випадків хвороби, та лише в один день зареєстровано один випадок, в інші дні реєструвалось від 2 до 21 нового випадку хвороби.

### Жовтень 2021 року— рекордно висока кількість випадків хвороби за добу
У середині жовтня кількість випадків COVID-19 за добу розпочала зростати, і головний медичний працівник островів Ларс Фодгаард Меллер заявив, що медична служба втратили контроль над поширенням хвороби. Особливо це було помітно в північно-східній частині Фарерських островів, де було зареєстровано багато випадків хвороби (острів Ейстурой і район Клаксвіка). Найбільш помітними стали 2 великі події під час осінніх канікул, які стали джерелом більшості ци випадків COVID-19. Обидва заходи відбулися в християнській місії під назвою Зарепта у Ватнсойрарі (де отаборилися плімутські брати), де зібралися близько 400 підлітків від 14 до 17 років та співробітники місії з усіх островів. Більшість цих підлітків з позитивним тестом на коронавірус не отримували щеплення від COVID-19. 21 жовтня було зареєстровано 38 нових випадків хвороби, а наступного дня, 22 жовтня, зареєстровано 89 нових випадків хвороби, що на той час було найвищим показником за день. Кількість активних хворих на COVID-19 склала 216, ніколи раніше ця цифра не перевищувала 200. Головний медичний працівник островів попросив політиків Фарерських островів вжити заходів, щоб знову взяти під контроль поширення хвороби. З початку серпня 2021 року проводилось безкоштовне щеплення вакциною Pfizer проти COVID-19 дітям віком від 12 до 15 років. На північних островах архіпелагу лише 17 % дітей цієї вікової групи отримали першу з двох доз вакцини, з них 24 % на Ейстурой і 39 % в районі Торсгавна. 23 жовтня було зареєстровано 78 нових випадків хвороби, більшість із них — у районі Клаксвіка та в муніципалітеті Ейстур.

### Листопад 2021 року— нові обмеження
Листопад розпочався аналогічною кількістю випадків хвороби за добу, як кінець жовтня, що завершився високою кількістю нових випадків хвороби за добу — понад 60 випадків хвороби за добу. 3 листопада кількість випадків хвороби за добу була рекордною — 111 нових випадків. Половина випадків була з району Клаксвік/Північні острови. На вихідні вихідними в Лейрвіку на острові Ейстурой, відбулося весілля, на якому в частини гостей пізніше підтверджено позитивний тест на COVID-19. Нареченим був один із депутатів парламенту Фарерських островів Штеффан Кляйн Поульсен, і його критикували за те, що він влаштував весілля з близько 130 гостями, оскільки кількість випадків COVID-19 за добу на той час була рекордно високою, і найбільше випадків реєструвалось в тому районі, де відбулося весілля. Одним із гостей був міністр закордонних справ Фарерських островів Єніс ав Рана, який кількома місяцями раніше зізнався, що не був вакцинований проти COVID-19. Обидва політики є членами християнської партії Miðflokkurin. Штеффан Кляйн Поульсен також повідомив одній із фарерських газет, що він не був вакцинований, хоча й політика уряду Фарерських островів щодо COVID-19 включає вакцинацію якомога більшої кількості людей.
4 листопада уряд Фарерських островів провів прес-конференцію, на якій прем'єр-міністр Бардур а Стейг Нільсен повідомив про запровадження нових обмежень щодо COVID-19. Дозволені зібрання за участі не більше 50 осіб. Спортивні матчі дозволено проводити без глядачів. Школи та дитсадки, у яких було кілька позитивних випадків COVID-19, слід закрити після постанови головного лікаря. Робота нічних закладів мала бути припинена, проте це більше стосується не ресторанів, а барів та інших подібних закладів. Інформаційна телефонна лінія щодо COVID-19, яка була закрита 31 серпня 2021 року, знову відкрилася 4 листопада.

### Січень-лютий 2022 року
Рекомендації щодо COVID-19 кілька разів пом'якшувалися протягом січня та лютого 2022 року. У січні та лютому було кілька сотень позитивних випадків щодня, за винятком 1 січня 2022 року, але не надто багато хворих були госпіталізовані через COVID-19. Лікарні могли обслуговувати відносно невелику кількість осіб, які були госпіталізовані. З 1 лютого 2022 року рекомендації щодо тестування змінено таким чином, що тестування методом ПЛР мають проходити лише особи з симптомами COVID-19 або особи, які проживали разом з особою з позитивним результатом тесту або особами, які показали позитивний результат швидкого тесту. Інші повинні були використовувати швидкий тест. 7 лютого 2022 року було досягнуто нового рекорду – в 1265 осіб підтвердився позитивний результат тестування. Більше половини тестів були позитивними, і тепер майже у половини населення був позитивний тест на COVID-19. З 15 лютого 2022 року карантинні заходи були пом'якшені, і лише ті, хто отримав позитивні результати ПЛР або швидких тестів, повинні були залишатися на карантині.
У січні та лютому 2022 року на Фарерських островах було зареєстровано 28567 нових випадків COVID-19. Станом на 28 лютого 2022 року 31 особа померла під час лікування COVID-19, не обов'язково саме від COVID-19. Якщо хворий помирав протягом 30 днів після позитивного результату тесту на COVID-19, він вважався померлим від COVID-19.
З 28 лютого 2022 року всі обмеження щодо COVID-19 були зняті.

## Довгострокові наслідки пандемії COVID-19
У жовтні 2020 року повідомлена частина результатів наукового дослідження, яке проводилось під керівництвом Марії Скаалум Петерсен і Пала Вейхе. Повідомлено, що значна частина жителів островів, які хворіли на COVID-19 у березні та квітні 2020 року, все ще мали симптоми хвороби приблизно через півроку після оголошеного одужання. Вчені опитали всього 187 осіб, чи хочуть вони взяти участь у науковому дослідженні, де їм будуть задавати питання про їхні симптоми під час і після інфікування COVID-19. 181 із 187 погодилися взяти участь. У жовтні дослідження ще не було завершено, але деякі результати були повідомлені. Результати цього дослідження показали, що 11 % опитаних не мали ніяких симптомів хвороби у період, коли вони були інфіковані, а деякі мали лише легкі симптоми хвороби. Лише небагатьох з опитаних довелося госпіталізувати. У вересні опитуваних запросили до департаменту громадського та соціального здоров'я Фарерських островів для детального медичного обстеження. Хоча дослідження ще не було завершено (станом на жовтень 2020 року), очевидно, що трохи менше 50 % тих, хто переніс COVID-19 на островах у першій хвилі, мали довгострокові наслідки COVID-19 станом на вересень 2020 року, тобто вони відчували втому, утруднене дихання та/або все ще втратили нюх та/або смак; 29 % все ще відчували втому, 15 % все ще не мали або змінили відчуття смаку, а 24 % все ще не мали або змінили нюх.

## Випадки хвороби в іноземних моряків
У липні та серпні 2020 року на 3 іноземних суднах, які прибули на Фарерські острови, у членів екіпажу підтвердився позитивний результат тестування на COVID-19. У липні у 34 іноземних моряків підтвердився позитивний результат тестування на коронавірус, а в серпні у 29 російських моряків. Також у серпні зареєстрований спалах хвороби в жителів Фарерських островів, але після масового добровільного тестування великої кількості фарерців, та ізоляції хворих та осіб, які з ними контактували, спалах взято під контроль. Однак наприкінці серпня та на початку вересня 2020 року більшість активних випадків хвороби на Фарерських островах були російськими моряками з судна «Янтарний», що становило значну частину активних випадків в країні. Це, як зазначали багато жителів островів, створило проблему для Фарерських островів, оскільки високі показники інфікованості могли ввести в оману жителів інших країн. У серпні 2020 року Норвегія внесла Фарерські острови до червоного списку країн, та не рекомендувала своїм громадянам їздити на Фарерські острови, що ускладнювало діяльність фарерських моряків та інших жителів Фарерських островів, оскільки вони змушені були перебувати на карантині в Норвегії протягом 10 днів, і лише після того займатися своїми справами.
2 вересня 2020 року уряд Фарерських островів і головний медичний директор Ларс Фодгаард Меллер повідомили, що іноземні моряки більше не враховуються в статистиці Фарерських островів, якщо вони не зійдуть на берег.